# Rivière Roquetaillade
Pour les articles homonymes, voir Roquetaillade.
La rivière Roquetaillade est un affluent du lac Pascalis, coulant surtout dans le canton de Pascalis, dans la municipalité de Senneterre et de Belcourt, dans la municipalité régionale de comté (MRC) de La Vallée-de-l'Or, dans la région administrative de l’Abitibi-Témiscamingue, au Québec, au Canada.
La foresterie constitue la principale activité économique du secteur. La surface de la rivière est habituellement gelée de la début décembre à la fin d’avril, toutefois la circulation sécuritaire sur la glace se fait généralement de la mi-décembre à la fin mars.
Cette zone est accessible par une route forestière située entre la rivière Roquetaillade et la rivière Pascalis.

## Géographie
La rivière Roquetaillade prend sa source à l’embouchure du lac Dandin (longueur : 7,7 km ; largeur maximale : 5,3 km ; altitude : 320 m). Les rives de la rivière Roquetaillade comportent plusieurs petites zones de marais.
Les principaux bassins versants voisins de la rivière Roquetaillade sont :
- côté nord : rivière Senneville, rivière Courville ;
- côté est : lac Pascalis, rivière Pascalis ;
- côté sud : lac Dandin, rivière Pascalis, rivière Colombière ;
- côté ouest : rivière Senneville, lac Senneville.

À partir de l’embouchure du lac Dandin, la rivière Roquetaillade coule sur 6,6 km :
- 5,4 km vers le nord-est dans Senneterre en traversant quelques zones de marais, jusqu’à la limite sud de la municipalité de Belcourt ;
- 1,2 km vers le nord-est, jusqu'à l’embouchure de la rivière[1].

La rivière Roquetaillade se déverse sur la rive ouest du lac Pascalis que le courant traverse sur 7,2 km vers le sud-est. Ce lac est aussi traversé par la rivière Pascalis dont la partie supérieure coule en parallèle à la rivière Roquetaillade. À partir de l’embouchure du lac Pascalis, le courant emprunte la rivière Pascalis vers l’est, traverse le lac Tiblemont vers le nord, puis la rivière Bell qui coule vers le nord en traversant le lac Parent avant de se jeter dans le Lac Matagami lequel se déverse à son tour dans la rivière Nottaway.
Cette confluence de la rivière Roquetaillade avec le lac Pascalis est située, à :
- 9,3 km au nord-ouest de l’embouchure de la rivière Pascalis avec le lac Tiblemont ;
- 13,7 km au sud du centre du village de Belcourt ;
- 18,4 km au sud-ouest du pont du chemin de fer du Canadien National qui passe au-dessus de la rivière Bell à Senneterr ;
- 34,4 km au sud-ouest du centre-ville de Val-d’Or.

## Toponymie
Le terme Roquetaillade constitue un patronyme de famille d’origine française.
Le toponyme rivière Roquetaillade a été officialisé le 5 décembre 1968 à la Commission de toponymie du Québec, soit lors de sa création.